# 山体崩壊
山体崩壊（さんたいほうかい、sector collapse）とは、火山などに代表される脆弱な地質条件の山体の一部が地震動や噴火、深層風化などが引き金となって大規模な崩壊を起こす現象である。

## 崩壊のメカニズム

### 火山活動に関連するもの
火山活動によって火山が成長をするに従って、急峻で不安定な地形が生み出されることになる。また火山の成立から時間が経過する中で、風化作用や火山体内部での熱水作用などの結果、火山そのものがもろく崩れやすくなっていく。そのような中、強い地震動や噴火が引き金となって火山体の一部が大規模に崩壊する山体崩壊が発生する。

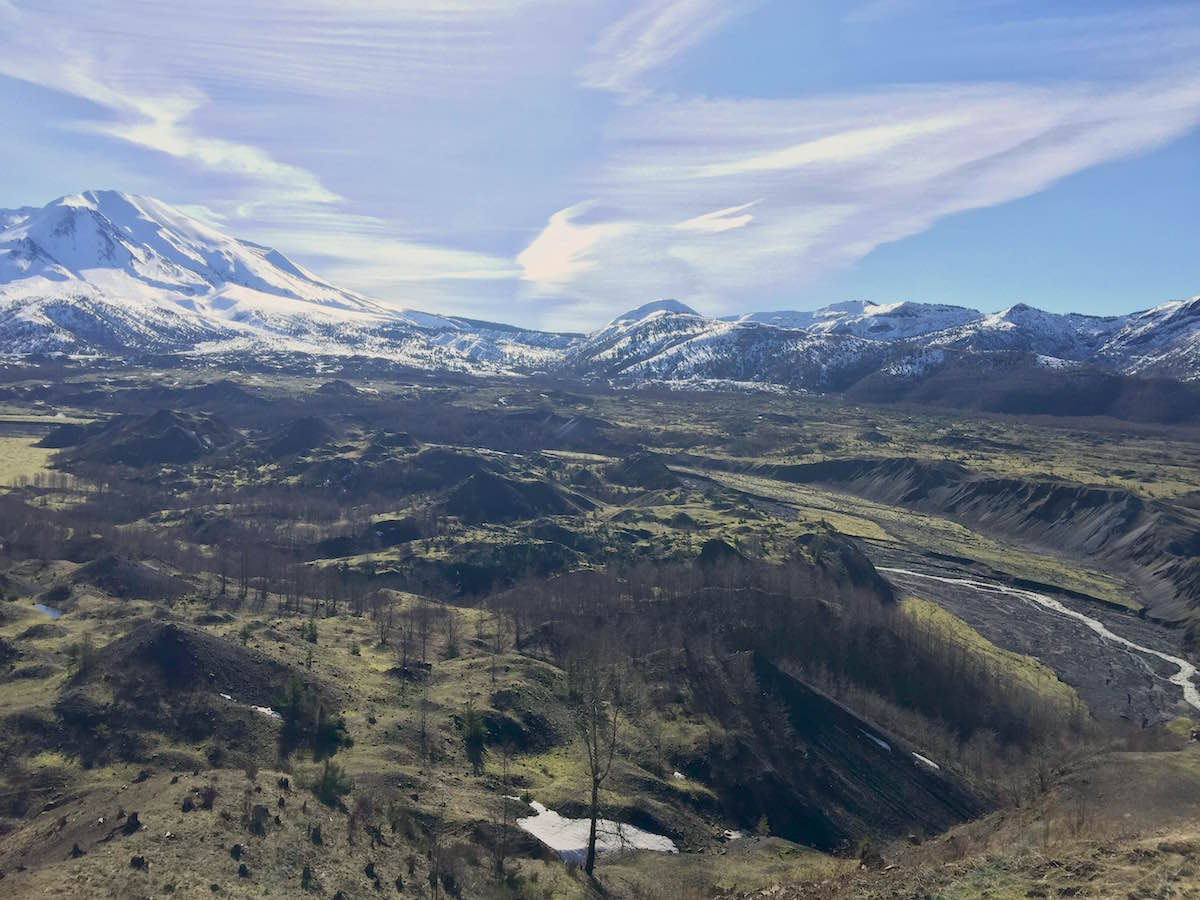
セント・ヘレンズ山（左奥）の岩屑なだれ堆積物。流れ山が形成されている。（2016年）

山体崩壊時には崩壊した火山体がふもとに向かって一気になだれ落ちる岩屑なだれ（がんせつなだれ、debris avalanche）という現象が発生し、その結果、火山そのものは大きく崩壊し、岩屑なだれが堆積した場所には、崩落した火山体の中でばらばらになりきらなかった部分が多数の小さな丘を作る。これを流れ山と呼ぶ。崩壊した山体があった場所にはU字状の大きな窪地が生じ、これを馬蹄形カルデラと呼ぶ。
山体崩壊は噴火と比べると発生回数が少なく、比較的稀な現象ではあるが、これまで多くの火山で発生しており、一つの火山で複数回発生することも稀ではない。またかつては火山の一生の末期に発生すると考えられていたが、紀元前500〜800年頃に発生したと見られる富士山の御殿場岩なだれなどのように、必ずしもそうとは限らない。

### 風化の進行によるもの
変成岩や火山噴出物などで形成された山体、破砕帯に位置する山体などは深層風化が生じやすく、集中豪雨や地震または何らきっかけがないまま突発的に大規模な山体崩壊を生じさせる。形態的に、巨大な地すべり性崩壊、深層崩壊、転倒型の崩壊（トップリング）が知られている。

## 主な山体崩壊の歴史
- 2900年前 富士山東斜面の崩壊[1]（御殿場泥流、富士山の噴火史も参照）
- 紀元前466年 鳥海山の噴火による崩壊（象潟も参照）

- 887年 仁和地震による八ヶ岳山麓の崩壊

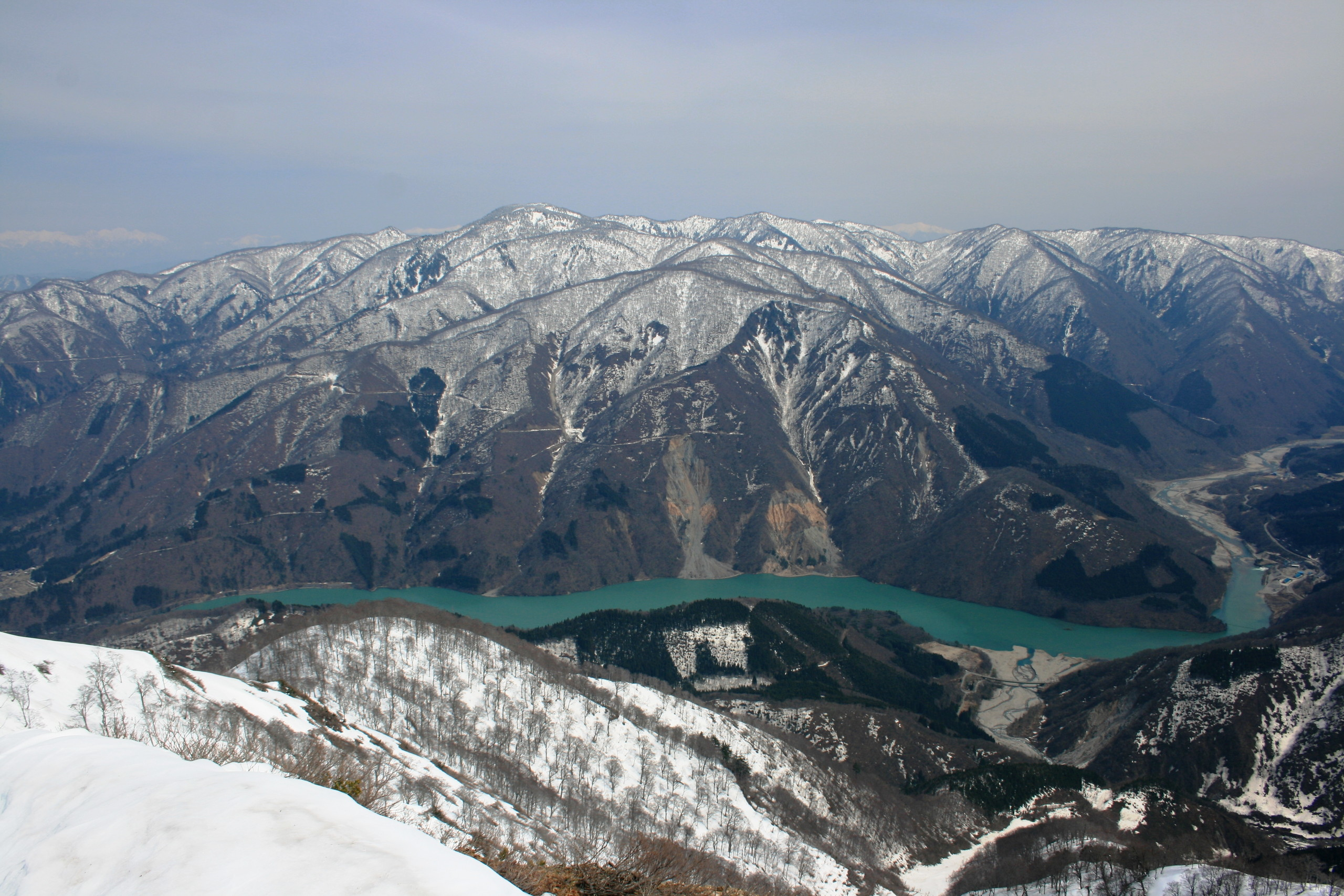
1586年の天正地震による帰雲山西面の山体崩壊（中央部）

- 1586年 天正地震による帰雲山の崩壊（これにより内ヶ島氏が滅亡した）
- 1640年 北海道駒ケ岳の噴火に伴う崩壊
- 1707年 宝永地震による大谷崩れおよび五剣山の崩壊
- 1741年 渡島大島の噴火に伴う崩壊
- 1751年 宝暦高田地震による名立崩れ
- 1792年 島原半島眉山の崩壊（後述、島原大変肥後迷惑も参照）
- 1815年 1815年のタンボラ山噴火に伴う崩壊（インドネシア・スンバワ島）
- 1847年 善光寺地震による岩倉山の崩壊
- 1858年 飛越地震による鳶山崩れ（大鳶崩れ）
- 1883年 1883年のクラカタウの噴火に伴う崩壊（インドネシア・スンダ海峡）
- 1888年 リッター島噴火に伴う崩壊
- 1888年 磐梯山噴火に伴う崩壊（後述）
- 1911年 稗田山崩れ（長野県小谷村）
- 1961年 昭和36年梅雨前線豪雨による大西山の崩壊
- 1980年 セント・ヘレンズ山の噴火に伴う崩壊（アメリカ合衆国・ワシントン州）

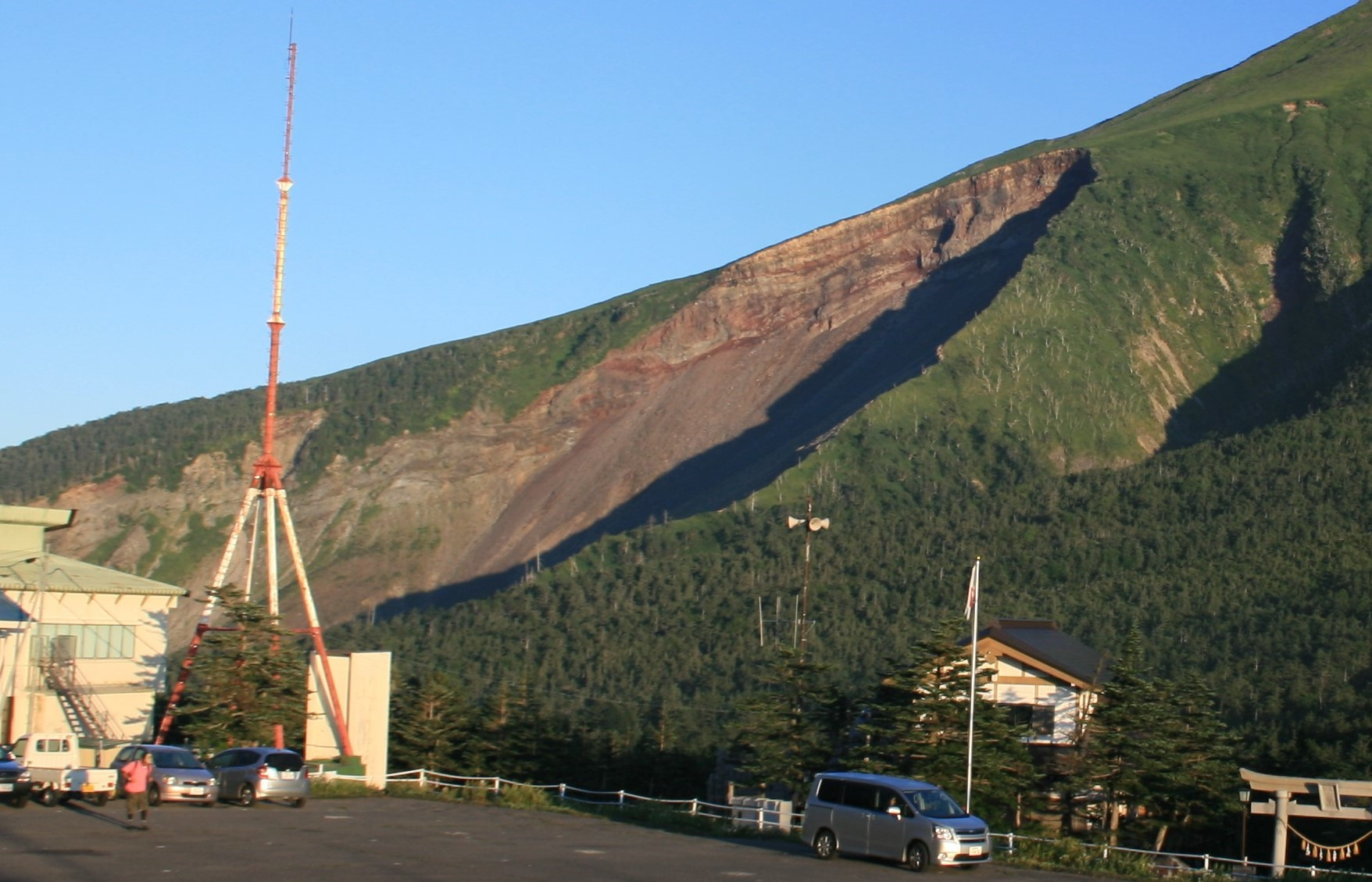
田の原の駐車場から望む長野県西部地震による御嶽山の南面の山体崩壊（2010年8月撮影）

- 1984年 長野県西部地震による御嶽山の崩壊
- 2008年 岩手・宮城内陸地震による栗駒山などの崩壊
- 2018年 アナク・クラカタウの噴火に伴う崩壊（インドネシア・スンダ海峡）

大谷崩れ、鳶山崩れ、稗田山崩れを「日本三大崩れ」と称することがある。

### 島原半島
1792年、雲仙岳の眉山の山体崩壊が発生。大規模な岩屑なだれが発生し、有明海に流れ込んで大きな津波を引き起こした。眉山の崩壊の原因はまだはっきりしていない点が多いが、地震動によるものとの説が有力である。この崩壊は、対岸の熊本県側に達する津波を生じさせ、死者15,000人を越える災害となった。

### 磐梯山
1888年、水蒸気爆発が引き金となって磐梯火山で大規模な崩壊が発生。岩屑なだれによって長瀬川がせき止められ、桧原湖、小野川湖、秋元湖、五色沼などの湖沼ができた。磐梯山の場合、山から湧いていた温泉により岩石の風化が進んでいたことが崩壊の要因となった。

### その他
20世紀末以降の研究によれば、ハワイ諸島やカナリア諸島の巨大盾状火山で、桁違いに巨大な山体崩壊が度々発生してきたことが明らかになった。この崩壊の結果、北太平洋または北大西洋一帯に波高数十メートルの津波が押し寄せたと見られている。
近い将来に噴火するとされる富士山でも、大規模な山体崩壊が起きるのではないかと懸念されている。

## 山体崩壊の影響
山体崩壊はしばしば河道閉塞とその決壊による洪水・土石流をもたらす。大谷崩れの安倍川、鳶山崩れの常願寺川のように、源流部に大量の土砂が堆積し、長年にわたって大雨の度に土砂が流出するようになることもある。
その反面、磐梯山の山体崩壊によって誕生した檜原湖や、北海道駒ケ岳の山体崩壊で生まれた大沼、小沼などの湖沼群のように、堰き止め湖が形成されて後世の観光名所となることもある。紀元前1,000年頃の箱根火山の神山で発生した山体崩壊では芦ノ湖が誕生し、また紀元前466年に発生した鳥海山の山体崩壊は、かつて松尾芭蕉もその美しさを称えた松島と並び称される名勝、象潟を生み出した。